# Немецкие винные аукционы

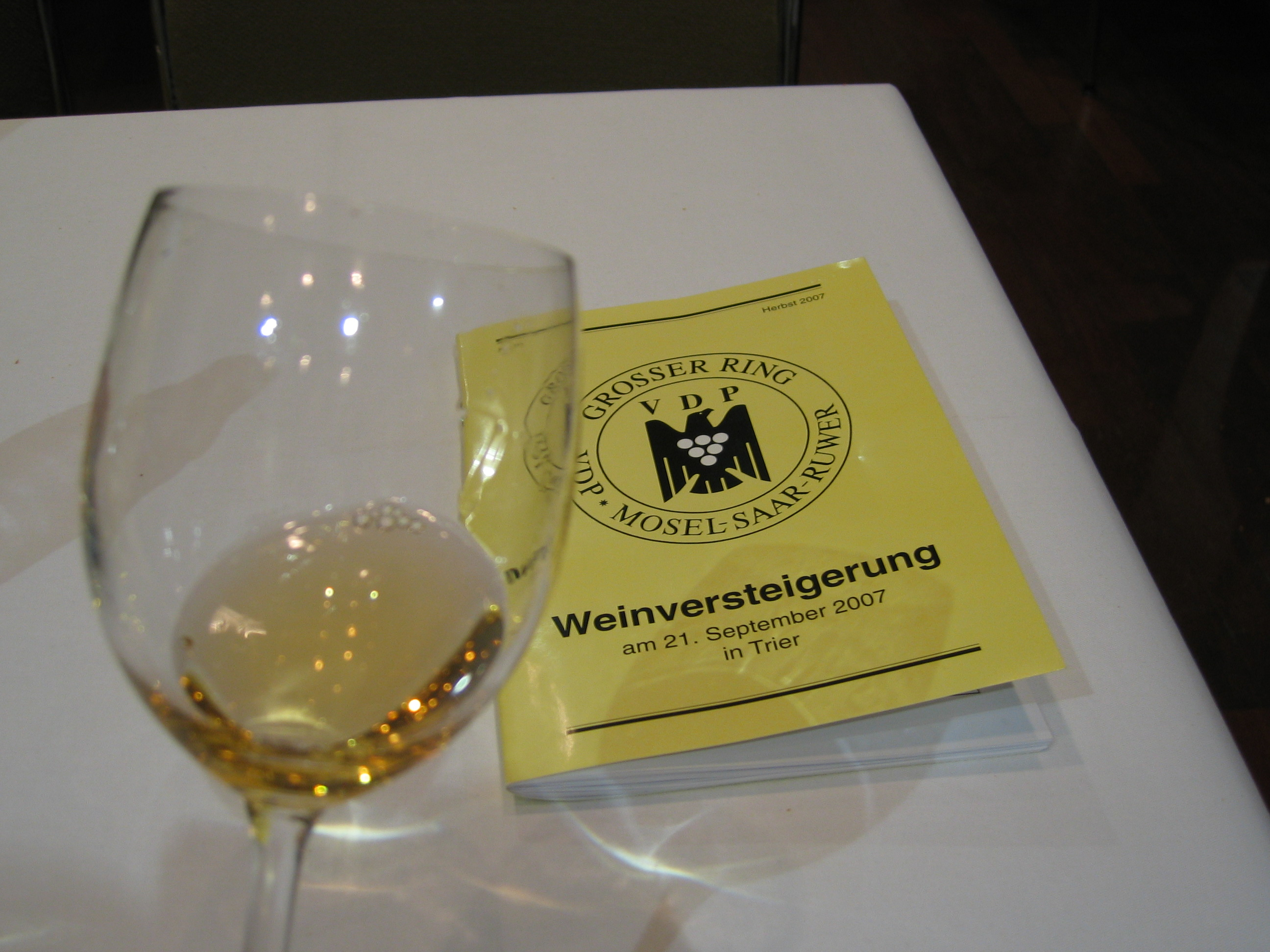
Необходимые атрибуты винного аукциона: бокал для тестирования вина и аукционный каталог 2007 года, Трир

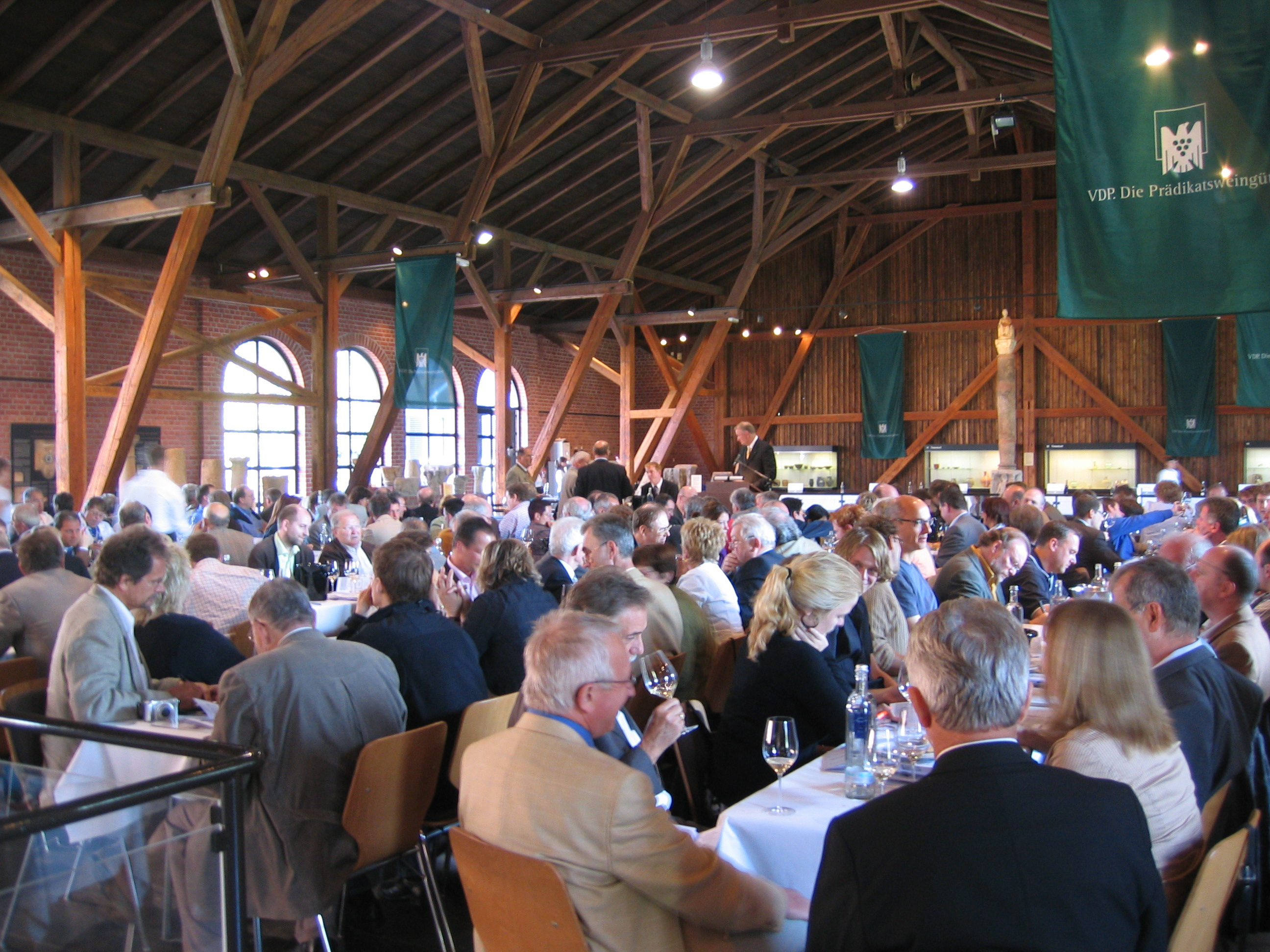
Аукцион в Рёммерхалле в Бад-Кройцнахе, где осуществляется аукционная торговля вином из регионов Ар, Наэ, Пфальц и Рейнгессен

Немецкие винные аукционы — проводимые ежегодно аукционы, на которых производители вина из Германии продают лучшие сорта молодого вина, а также некоторые сорта старого вина. Большинство подобных аукционов проводят под эгидой региональной ассоциации виноделов VDP.

## Организация аукционной торговли
Немецкие винные аукционы отличаются от других винных аукционов, на которых продаются коллекционные вина, владельцами которых являются частные лица или компании, которые приобрели их ранее.
На подобных немецких аукционах ранее, примерно до середины XX века, продавались оптом вино, которое затем разливалось по бутылкам. В настоящее время на немецких винных аукционах продают небольшие партии вина, которые не распространяются обычным путём. Обычно на аукционе вино продаётся лотами, не превышающими объём в 100 литров. Самая мелкая партия вина, проданная на аукционе в 2007 году, насчитывала 6 бутылок молодого вина, а самый большой лот в 2006 году насчитывал 648 бутылок вина.
На аукционе в основном выставляется полусладкий и сладкий рислинг, однако в небольших масштабах торгуют также сухими сортами рислинга.
Организация аукционов в значительной степени зависит от специфики региона, где проводится аукцион. Имеются также общие характерные особенности, которые состоят в следующем.

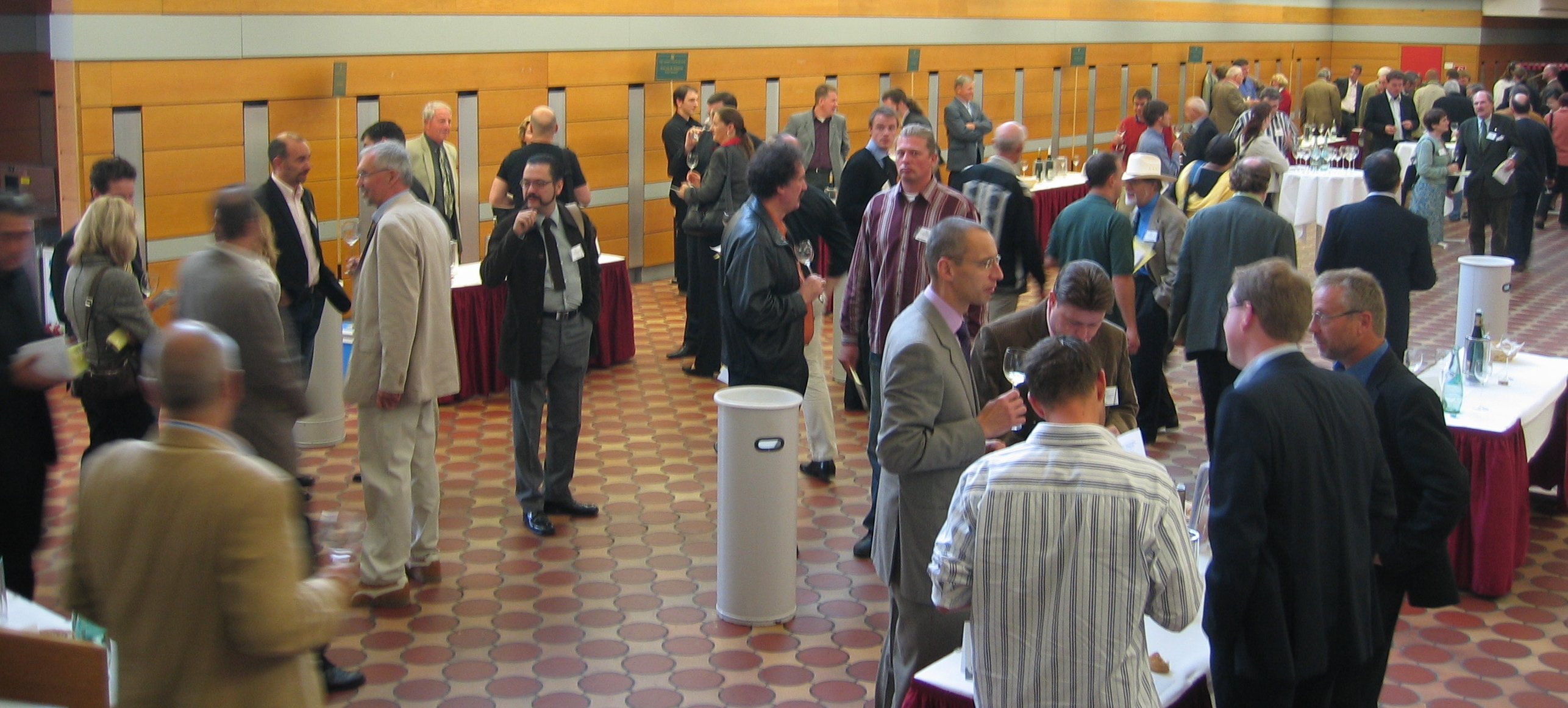
Тестирование вина перед началом аукциона VDP Grosser Ring в Трире

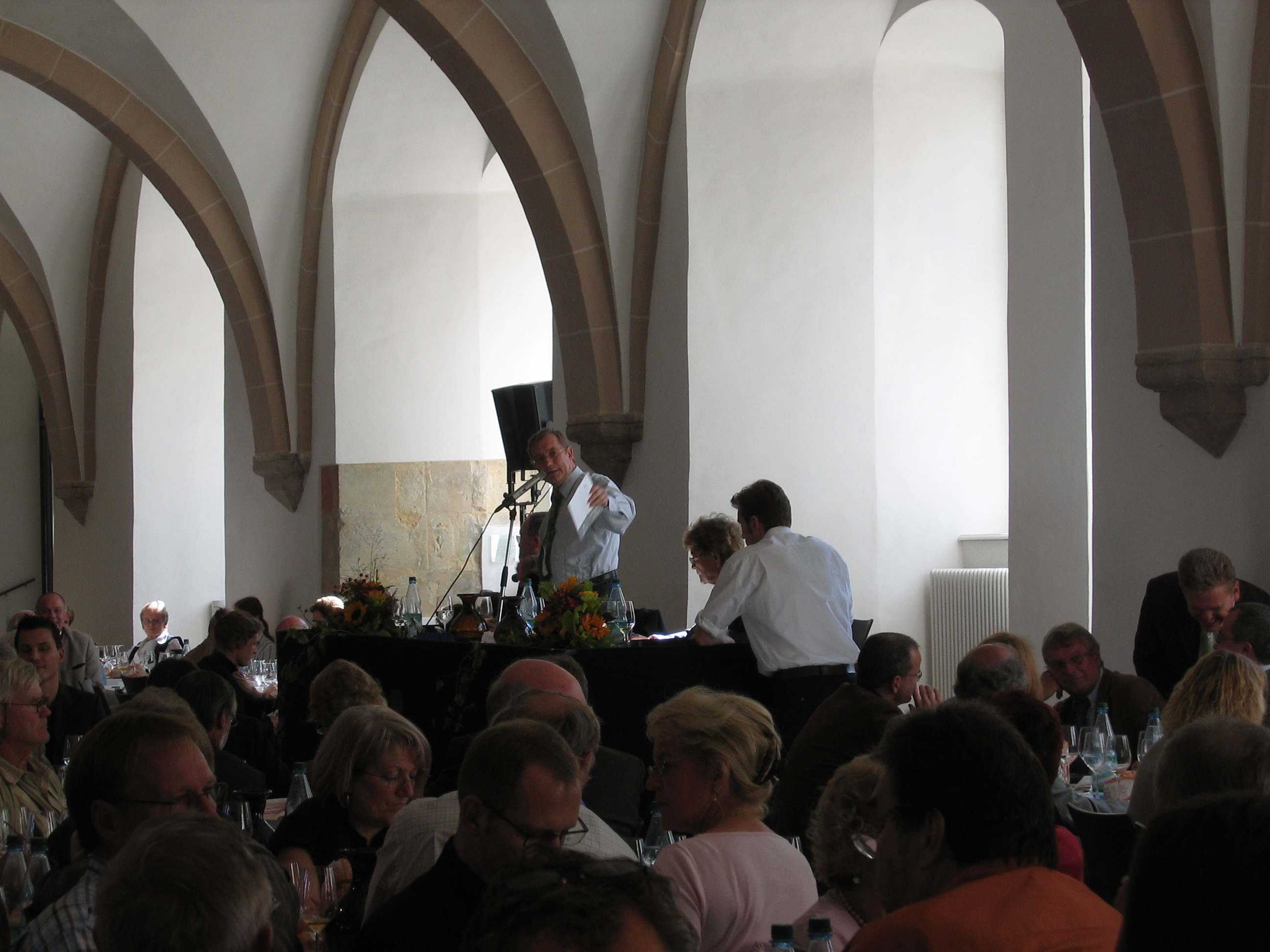
Аукцион VDP Rheingau в Kloster Eberbach

Вина, предлагаемые на аукцион, предлагаются к тестированию. Продавец сам решает какое количество вина предполагается продать с аукциона, однако он обязан предложить для тестирования достаточное количество вина.
Обычно тестирование проводится с утра перед началом аукциона. Участники аукциона могут попробовать вино, которое предлагается в небольшом количестве до начала аукциона. Такой способ проведения аукциона получил название влажного аукциона (wet wine auction) в отличие от сухого аукциона (dry wine auction), когда вино для дегустации не предлагается. Участие в аукционах платное.

## Список немецких винных аукционов
Пять винных аукционов проводятся ежегодно:
- Март:

- Hessische Staatsweingüter, the Hessian State Wineries (государственная организация, член VDP) проводит аукцион в Лорхе, Гессен.

- Сентябрь, в течение четырёх дней:

- Четверг: Bernkasteler Ring в Мозеле проводит аукцион обычно в монастыре Махерн, в Бернкастель-Кусе.
- Пятница: VDP Grosser Ring в Мозеле проводит аукцион обычно в конгресс-центре Europahalle, в Трире.
- Суббота: VDP Rheingau проводит аукцион в монастыре Эбербах.
- Воскресенье: VDP Nahe-Ahr проводит аукцион обычно в Римском дворце (Römerhalle) в Бад-Кройцнахе.

## Цены на аукционах
Самые высокие цены на аукционе, зафиксированные в 2007 году за бутылку молодого вина:
- аукцион Bernkasteler Ring: Weingut Markus Molitor, Wehlener Sonnenuhr Beerenauslese*** 2004, 850 евро
- аукцион VDP Mosel: Weingut Egon Müller-Scharzhof, Scharzhofberger Eiswein 2004, 1150 евро
- аукцион VDP Rheingau: Weingut Robert Weil, Kiedrich Gräfenberg Beerenauslese Goldkapsel 2006, 840 евро
- аукцион VDP Nahe: Weingut H. Dönnhoff, Oberhäuser Brücke Riesling Trockenbeerenauslese Goldkapsel 2005, 1450 евро
- аукцион VDP Ahr: Weingut Meyer-Näkel, Walporzheimer Kräuterberg Spätburgunder Grosses Gewächs 2005, 100 евро

Самая дорогая бутылка старого вина, рислинг Erbacher Markobrunn Riesling Trockenbeerenauslese Cabinet 1937 года была продана за 2650 евро.
Самое дорогое вино было приобретено покупателями из США и Японии.